# قایقرانی در المپیک تابستانی ۲۰۲۴
قایق‌رانی کانو و کایاک یکی از ورزش‌های المپیک تابستانی ۲۰۲۴ است که از ۲۷ ژوئیه تا ۱۰ اوت برگزار شده است.
این مسابقات در دو بخش اسلالوم و اسپرینت انجام شده.

## نتایج

### جدول مدال‌ها
*   کشور میزبان (فرانسه)
| رتبه           | NOC                 | طلا | نقره | برنز | مجموع |
| -------------- | ------------------- | --- | ---- | ---- | ----- |
| ۱              | نیوزیلند            | ۴   | ۰    | ۰    | ۴     |
| ۲              | استرالیا            | ۳   | ۱    | ۱    | ۵     |
| ۳              | آلمان               | ۲   | ۲    | ۲    | ۶     |
| ۴              | جمهوری چک           | ۲   | ۰    | ۰    | ۲     |
| ۴              | چین                 | ۲   | ۰    | ۰    | ۲     |
| ۶              | فرانسه*             | ۱   | ۲    | ۰    | ۳     |
| ۷              | ایتالیا             | ۱   | ۱    | ۰    | ۲     |
| ۸              | کانادا              | ۱   | ۰    | ۱    | ۲     |
| ۹              | مجارستان            | ۰   | ۴    | ۳    | ۷     |
| ۱۰             | بریتانیای کبیر      | ۰   | ۲    | ۲    | ۴     |
| ۱۱             | ایالات متحده آمریکا | ۰   | ۱    | ۱    | ۲     |
| ۱۲             | اوکراین             | ۰   | ۱    | ۰    | ۱     |
| ۱۲             | برزیل               | ۰   | ۱    | ۰    | ۱     |
| ۱۲             | لهستان              | ۰   | ۱    | ۰    | ۱     |
| ۱۵             | اسپانیا             | ۰   | ۰    | ۳    | ۳     |
| ۱۶             | اسلواکی             | ۰   | ۰    | ۱    | ۱     |
| ۱۶             | دانمارک             | ۰   | ۰    | ۱    | ۱     |
| ۱۶             | مولداوی             | ۰   | ۰    | ۱    | ۱     |
| ۱۶             | کوبا                | ۰   | ۰    | ۱    | ۱     |
| مجموع (۱۹ NOC) | مجموع (۱۹ NOC)      | ۱۶  | ۱۶   | ۱۷   | ۴۹    |

### اسلالوم
| رویداد             | طلا                       | نقره                        | برنز                              |  |  |  |
| کانو ۱ نفره مردان  | نیکولا ژستان · فرانسه     | آدام بورجس · بریتانیای کبیر | ماتی بنوش · اسلواکی               |  |  |  |
| کایاک ۱ نفره مردان | جووانی ده جنارو · ایتالیا | تیتوا کستریک · فرانسه       | پائو اچانیس · اسپانیا             |  |  |  |
| کایاک کراس مردان   | فین بوچر · نیوزیلند       | جو کلارک · بریتانیای کبیر   | نوا هگه · آلمان                   |  |  |  |
|                    |                           |                             |                                   |  |  |  |
| کانو ۱ نفره زنان   | جسیکا فاکس · استرالیا     | النا لیلیک · آلمان          | اوی لیبفارث · ایالات متحده آمریکا |  |  |  |
| کایاک ۱ نفره زنان  | جسیکا فاکس · استرالیا     | کلودیا زوولینسکا · لهستان   | کیمبرلی وودز · بریتانیای کبیر     |  |  |  |
| کایاک کراس زنان    | نئومی فوکس · استرالیا     | آنژل اوگ · فرانسه           | کیمبرلی وودز · بریتانیای کبیر     |  |  |  |

### اسپرینت
مردان
| رویداد                | طلا                                                     | طلا     | نقره                                                                       | نقره    | برنز                                                                    | برنز    |
| کانو ۱ نفره ۱۰۰۰ متر  | مارتین فوکسا · جمهوری چک                                | ۳:۴۳٫۱۶ | ایساکیاس کی روش · برزیل                                                    | ۳:۴۴٫۳۳ | سرگی تارکوفسکی · مولداوی                                                | ۳:۴۴٫۶۸ |
| کانو ۲ نفره ۵۰۰ متر   | چین · لیو هائو · جی بوون                                | ۱:۳۹٫۴۸ | ایتالیا · گابریله کاسادی · کارلو تاکینی                                    | ۱:۴۱٫۰۸ | اسپانیا · خوان آنتونی مورنو · دیگو دومینگس                              | ۱:۴۱٫۱۸ |
|                       |                                                         |         |                                                                            |         |                                                                         |         |
| کایاک ۱ نفره ۱۰۰۰ متر | یوزف دوستال · جمهوری چک                                 | ۳:۲۴٫۰۷ | آدام وارگا · مجارستان                                                      | ۳:۲۴٫۷۶ | بالینت کوپاس · مجارستان                                                 | ۳:۲۵٫۶۸ |
| کایاک ۲ نفره ۵۰۰ متر  | آلمان · یاکوب شوپف · مکس لمکه                           | ۱:۲۶٫۸۷ | مجارستان · بنتسه ناداش · ساندور توتکا                                      | ۱:۲۷٫۱۵ | استرالیا · ژان ون در وستهویزن · توماس گرین                              | ۱:۲۷٫۲۹ |
| کایاک ۴ نفره ۵۰۰ متر  | آلمان · مکس رندشمیت · مکس لمکه · یاکوب شوپف · تام لیبشر | ۱:۱۹٫۸۰ | استرالیا · ریلی فیتسیمونس · پیر فن در وستهویزن · جکسون کالینز · نوا هاوارد | ۱:۱۹٫۸۴ | اسپانیا · سائول کراویوتو · کارلوس آروالو · مارکوس بالس · رودریگو خرماده | ۱:۲۰٫۰۵ |

زنان
| رویداد               | طلا                                                                | طلا        | نقره                                                           | نقره    | برنز                                                             | برنز    |
| کانو ۱ نفره ۲۰۰ متر  | کیتی وینسنت · کانادا                                               | 44.12 WB   | نوین هریسون · ایالات متحده آمریکا                              | ۴۴٫۱۳   | یاریسلیدیس کیریلو · کوبا                                         | ۴۴٫۳۶   |
| کانو ۲ نفره ۵۰۰ متر  | چین · شو شیشیائو · سون منگیا                                       | ۱:۵۲٫۸۱    | اوکراین · لیودمیلا لوزان · آناستازیا چتوریکووا                 | ۱:۵۴٫۳۰ | کانادا · اسلون مک‌کنزی · کیتی وینسنت                              | ۱:۵۴٫۳۶ |
|                      |                                                                    |            |                                                                |         |                                                                  |         |
| کایاک ۱ نفره ۵۰۰ متر | لیسا کارینگتون · نیوزیلند                                          | ۱:۴۷٫۳۶ OB | تامارا چیپش · مجارستان                                         | ۱:۴۸٫۴۴ | اما یوئنسن · دانمارک                                             | ۱:۴۹٫۷۶ |
| کایاک ۲ نفره ۵۰۰ متر | نیوزیلند · لیسا کارینگتون · آلیسیا هاسکین                          | ۱:۳۷٫۲۸    | مجارستان · تامارا چیپش · آلیدا دورا گاژو                       | ۱:۳۹٫۳۹ | آلمان · پوئولینا پاشک · یوله هاکه                                | ۱:۳۹٫۴۶ |
| کایاک ۲ نفره ۵۰۰ متر | نیوزیلند · لیسا کارینگتون · آلیسیا هاسکین                          | ۱:۳۷٫۲۸    | مجارستان · تامارا چیپش · آلیدا دورا گاژو                       | ۱:۳۹٫۳۹ | مجارستان · نئومی پوپ · سارا فویت                                 | ۱:۳۹٫۴۶ |
| کایاک ۴ نفره ۵۰۰ متر | نیوزیلند · لیسا کارینگتون · آلیسیا هاسکین · اولیویا برت · تارا وون | ۱:۳۲٫۲۰    | آلمان · پوئولینا پاشک · یوله هاکه · پائولین یاگش · سارا بروسلر | ۱:۳۲٫۶۲ | مجارستان · نئومی پوپ · سارا فویت · تامارا چیپش · آلیدا دورا گاژو | ۱:۳۲٫۹۳ |